# Al Fateh SC
Câu lạc bộ thể thao Al Fateh (tiếng Ả Rập: نادي الفتح الرياضي) là một câu lạc bộ thể thao đa năng có trụ sở tại Al-Mubarraz, Al-Hasa, Ả Rập Xê Út. Câu lạc bộ chủ yếu được biết đến với bộ môn bóng đá.

## Đội hình
| Số | Vị trí | Cầu thủ                         | Quốc tịch   |
| -- | ------ | ------------------------------- | ----------- |
| 1  | TM     | Jacob Rinne                     | Thụy Điển   |
| 3  | HV     | Ziyad Al-Jari                   | Ả Rập Xê Út |
| 4  | HV     | Fran Vélez                      | Tây Ban Nha |
| 5  | HV     | Fahad Al-Harbi                  | Ả Rập Xê Út |
| 6  | TV     | Petros                          | Brasil      |
| 7  | TV     | Ayman Al-Khulaif                | Ả Rập Xê Út |
| 8  | TV     | Housain Al-Mogahwi              | Ả Rập Xê Út |
| 9  | TĐ     | Firas Al-Buraikan               | Ả Rập Xê Út |
| 11 | TV     | Mourad Batna                    | Maroc       |
| 14 | TV     | Mohammed Al-Fuhaid (đội trưởng) | Ả Rập Xê Út |
| 15 | TV     | Hassan Al-Mohammed              | Ả Rập Xê Út |
| 16 | TV     | Nooh Al-Mousa                   | Ả Rập Xê Út |
| 17 | HV     | Marwane Saâdane                 | Maroc       |
| 18 | TV     | Mohammed Al-Saeed               | Ả Rập Xê Út |
| 22 | TM     | Waleed Al-Enezi                 | Ả Rập Xê Út |
| 23 | HV     | Abdullah Al-Yousef              | Ả Rập Xê Út |
| 24 | HV     | Ammar Al-Daheem                 | Ả Rập Xê Út |
| 25 | HV     | Tawfiq Buhimed                  | Ả Rập Xê Út |
| 26 | TM     | Mustafa Malayekah               | Ả Rập Xê Út |
| 27 | HV     | Ali Al-Zubaidi                  | Ả Rập Xê Út |
| 28 | TV     | Sofiane Bendebka                | Algérie     |
| 29 | TĐ     | Ali Al-Masoud                   | Ả Rập Xê Út |
| 30 | TV     | Osama Al-Mobairik               | Ả Rập Xê Út |
| 32 | TV     | Hussain Al-Momatin              | Ả Rập Xê Út |
| 33 | TM     | Ali Al-Shuhayb                  | Ả Rập Xê Út |
| 34 | HV     | Masheal Al-Hamdan               | Ả Rập Xê Út |
| 35 | TV     | Faisal Al-Abdulwahed            | Ả Rập Xê Út |
| 36 | TV     | Rakan Al-Qahtani                | Ả Rập Xê Út |
| 37 | TV     | Cristian Tello                  | Tây Ban Nha |
| 38 | TV     | Lo'ay Al-Johani                 | Ả Rập Xê Út |
| 40 | TM     | Sattam Al-Subaie                | Ả Rập Xê Út |
| 42 | HV     | Ahmed Al-Julaydan               | Ả Rập Xê Út |
| 46 | TV     | Abbas Al-Hassan                 | Ả Rập Xê Út |
| 49 | TĐ     | Saad Al-Shurafa                 | Ả Rập Xê Út |
| 75 | TV     | Fuad Al-Shaqaq                  | Ả Rập Xê Út |
| 77 | TĐ     | Ali Al-Jassem                   | Ả Rập Xê Út |
| 83 | HV     | Salem Al-Najdi                  | Ả Rập Xê Út |
| 87 | HV     | Qassem Lajami                   | Ả Rập Xê Út |
| 88 | TV     | Othman Al-Othman                | Ả Rập Xê Út |
| 91 | TV     | Tristan Dingomé                 | Pháp        |
| 94 | TV     | Abdullh Al-Anazi                | Ả Rập Xê Út |
| 99 | TĐ     | Hassan Al Salis                 | Ả Rập Xê Út |
| —  | HV     | Saeed Baatiyah                  | Ả Rập Xê Út |

### Cầu thủ chưa đăng ký
| Số | Vị trí | Cầu thủ               | Quốc tịch   |
| -- | ------ | --------------------- | ----------- |
| 20 | TV     | Murtadha Al-Khadhrawi | Ả Rập Xê Út |
| —  | TV     | Hassan Al-Habib       | Ả Rập Xê Út |

### Cho mượn
| Số | Vị trí | Cầu thủ                            | Quốc tịch |
| -- | ------ | ---------------------------------- | --------- |
| 10 | TV     | Christian Cueva (tại Alianza Lima) | Perú      |

## Danh hiệu

### Liên đoàn
Saudi Professional League (Cấp độ 1)
- Vô địch (1): 2012–13

Saudi First Division (Cấp độ 2)
- Á quân (1): 2008–09

Second Division (Cấp độ 3)
- Vô địch (3): 1982–83, 1996–97, 1998–99
- Á quân (1): 2002–03

### Cúp
Saudi Super Cup
- Vô địch (1): 2013